# 大叶豆腐柴
大叶豆腐柴（学名：Premna latifolia）为马鞭草科豆腐柴属下的一个种。

## 扩展阅读
- 維基物種上的相關：大叶豆腐柴